# هنري فيسك جينس
هنري فيسك جينس هو محامي وضابط وسياسي أمريكي، ولد في 10 أكتوبر 1792 في Brimfield, Massachusetts ‏ في الولايات المتحدة، وتوفي في 6 يونيو 1879 في واتربوري في الولايات المتحدة. نشط حزبياً في مناهضة الماسونية. وقد انتخب أمين صندوق الدولة ‏ وانتخب عضو مجلس نواب فيرمونت ‏ وانتخب عضو مجلس النواب الأمريكي ‏.